# Zbrodnia w Chlebowicach Świrskich
Zbrodnia w Chlebowicach Świrskich – zbrodnia dokonana w nocy z 15 na 16 marca 1944 przez oddział Armii Krajowej przybyły ze Lwowa, na ukraińskich mieszkańcach wsi Chlebowice Świrskie.

## Przygotowania
Równolegle do przygotowywanej w Kedywie Okręgu Lwów AK „Akcji Nieszpory” dnia 9 marca wieczorem wyruszyła pieszo z Krzywczyc 22-osobowa grupa partyzantów, i dotarła 10 marca rano do Hanaczowa. 15 marca dołączyła do niej 36-osobowa grupa ze Lwowa, która wyjechała ze Lwowa 13 marca wieczorem samochodem ciężarowym. Grupa ta przebrana była w mundury niemieckie. Grupy te oczekiwały w pobliżu Świrza na zrzut zaopatrzenia, który nie nastąpił. W związku z tym grupy otrzymały rozkaz przeprowadzenia akcji w Chlebowicach Świrskich.

## Zbrodnia
Zabito 60 osób cywilnych, w tej liczbie przez pomyłkę zabito 6 Polaków, spalono 12 gospodarstw. Wśród zabitych byli ksiądz greckokatolicki, 4 kleryków, nauczyciel i sołtys. Straty polskie: 1 lekko ranny.
W ciągu dwóch następnych nocy, biwakując w dzień w lesie, oddział przemaszerował do rejonu Starego Sioła, i w nocy z 20 na 21 marca przeprowadził podobną akcję na ukraińską wieś Czerepin, pomiędzy Starym Siołem a Dawidowem. 21 marca oddział zatrzymał się w gajówce w pobliżu wsi. Gdy rano podjechały tam furmanki z Łopusznej po drewno, oddział rozstrzelał ukraińskich furmanów i zabrał konie. Na wyprzęgniętych koniach powrócono do Starego Sioła, a stamtąd do Lwowa. W meldunku tygodniowym liczbę zabitych Ukraińców oszacowano łącznie na 130 osób.
Zbrodnia była działaniem odwetowym za zbrodnię w pobliskiej Tucznej, do której ksiądz greckokatolicki z Chlebowic podżegał słowami: „Ukraińcy nie mogą przyjść na święcone, jeżeli nie zlikwidują Lachów!”. Pomimo sprzeciwu wielu Ukraińców, do których należał sołtys wsi, propaganda ukraińska wraz z terrorem OUN-UPA przyniosła oczekiwany skutek. W Tucznej wymordowano wszystkie rodziny polskie i niektóre mieszane. Rusinów spowinowaconych z Polakami zmuszono do opuszczenia wsi.

## Literatura
- M. Jasiak, Działalność OUN-UPA w południowo-wschodnich powiatach dzisiejszej Polski w latach 1944-1946 [w:] Polska-Ukraina: Trudne pytania, t. 7, KARTA, Warszawa 2000
- Jerzy Węgierski, We lwowskiej Armii Krajowej, Warszawa 1989, ISBN 83-211-1044-4